# Koehool
Koehool (Fries: Koehoal) is een buurtschap in de gemeente Waadhoeke, in de Nederlandse provincie Friesland. De plaats ligt tegen de Waddenzee ten noorden van Tzummarum aan de Sedyk (Zeedijk) in de Hornestreek.
De buurtschap loopt van Sedyk 1 in Oosterbierum naar Sedyk 1 in Tzumarrum en bestaat uit verspreide boerderijen en huizen.

## Geschiedenis

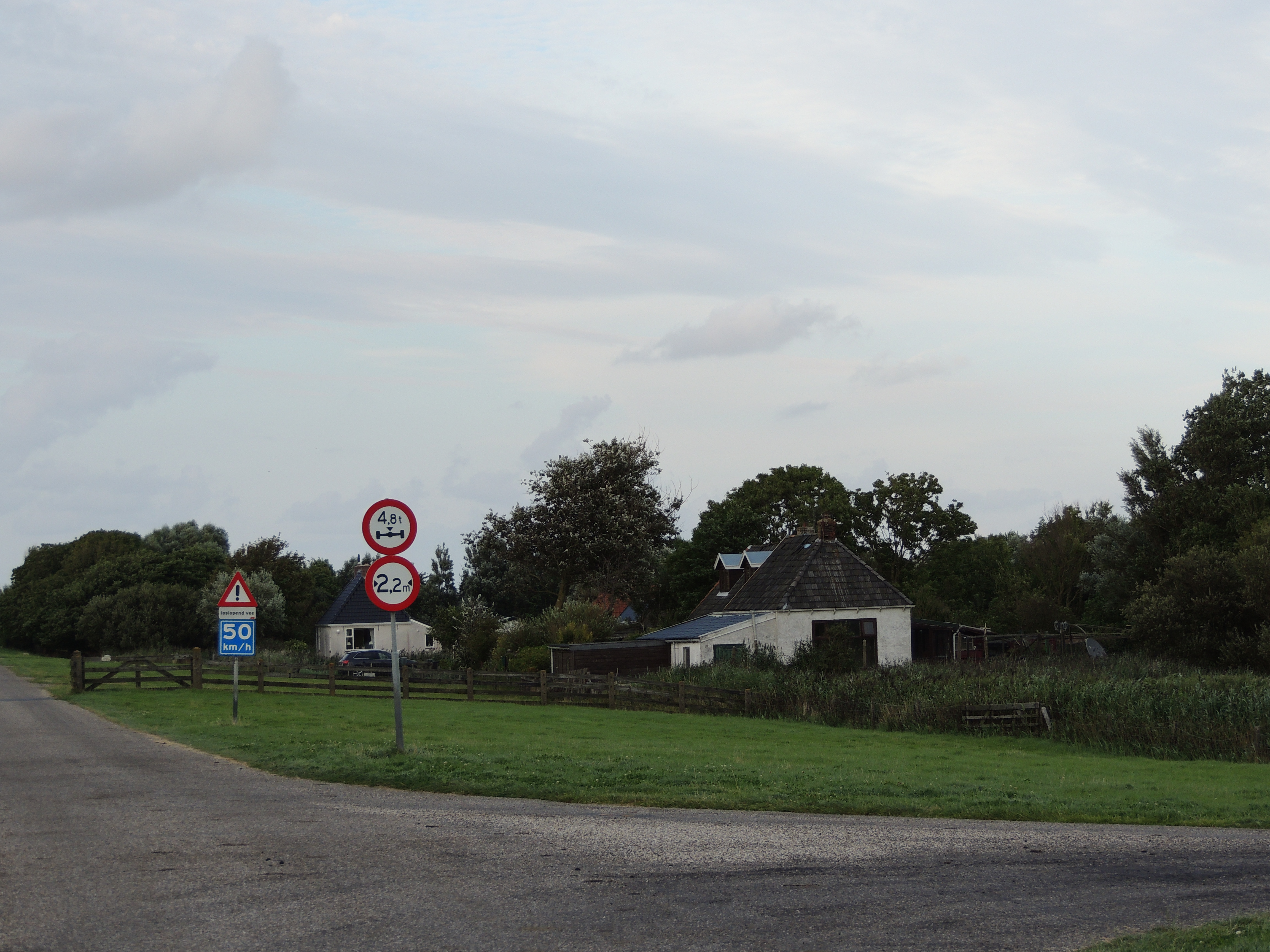
Huisjes

In de kloosterkronieken van Lidlum komt, gedateerd in de veertiende eeuw, Cadahool voor.  Die naam verwijst waarschijnlijk naar een plaats vlak bij de oude locatie van het klooster, ten zuiden van het huidige Koehool. Een vermelding uit 1511 spelt Caudehoel. Er lag toen een sluis die in 1525 de Coudehoelstera zyl werd genoemd. Op een zestiende-eeuwse kaart Cohool voor. In 1546 schreef men de naam als Kahoel en Coldhoe. De moderne spelling Koehool is al op achttiende- en negentiende-eeuwse kaarten te vinden.
Het tweede gedeelte van de plaatsnaam zou hol betekenen, wat 'laag gelegen, moerassige plaats' kan inhouden, maar ook inham of bedding. Het eerste betekent koud, dat 'onbewoond, verlaten', maar ook gewoon 'koud' kan betekenen.
Tussen ongeveer 1300 en 1584 lag er bij Koehool in de zeedijk de Koehoolsterzijl. De uitstroming naar zee was daar vrij gering en in 1562 constateerde men: ende de stroom liep zoe zacht uyt dat 't men nauwelincx coste zien van datter waeter uyt liep. Koud is niet alleen het tegenovergestelde van warm, maar betekent ook: stelt niet veel voor, zoals in een koud kunstje of: traag druppelen, zoals in het oude woord koudepis. Bij de plaatselijke omstandigheden past als betekenis van Koehool: onbetekenende waterloop.

## Bezienswaardigheden
- De Waadfisker (Westerlauwers Fries) is een standbeeld van Frans Ram. Het staat onderaan de zeedijk ter herinnering aan de haringvisserij met behulp van fuiken die loodrecht op de zeedijk opgezet werden. Door de aanleg van de Afsluitdijk verloren honderden waadfiskers in deze regio hun werk.
- Stelling Koehool werd in de Tweede Wereldoorlog door de Duitse bezetter aangelegd als onderdeel van de Atlantikwall. Ze bestond uit vier bunkers. Een bunker is bewaard gebleven en gerestaureerd. Hij fungeert sinds 2011 als educatiecentrum.

## Galerij

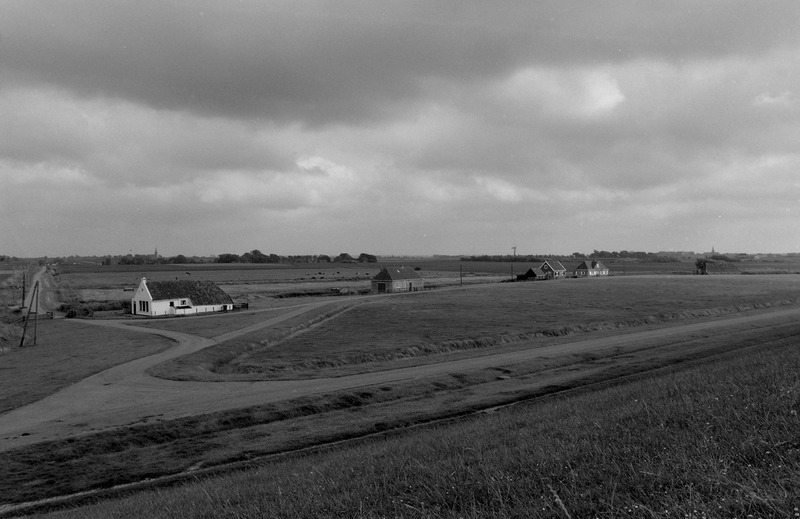
Koehool omstreeks 1970
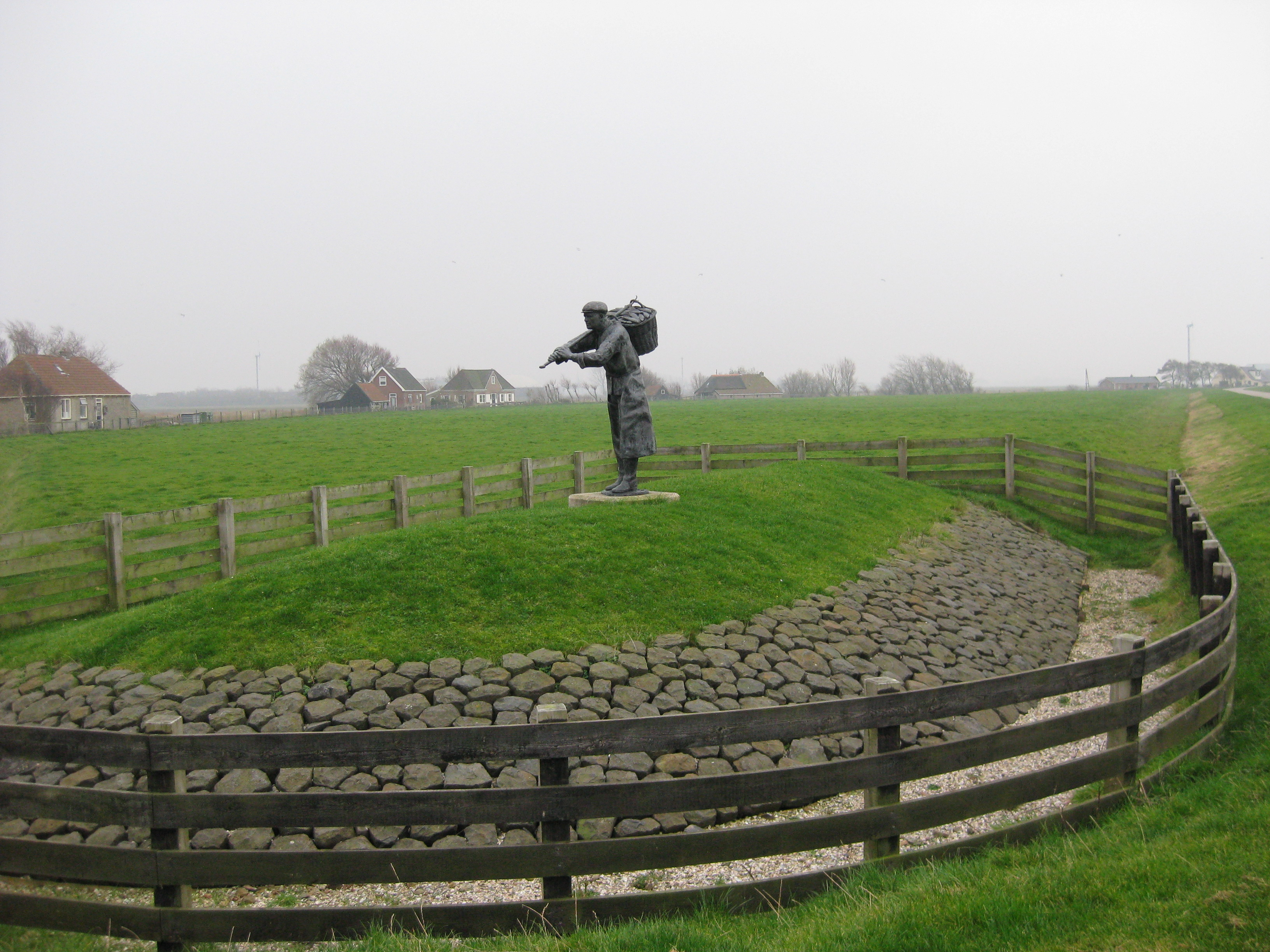
Monument De Waadfisker
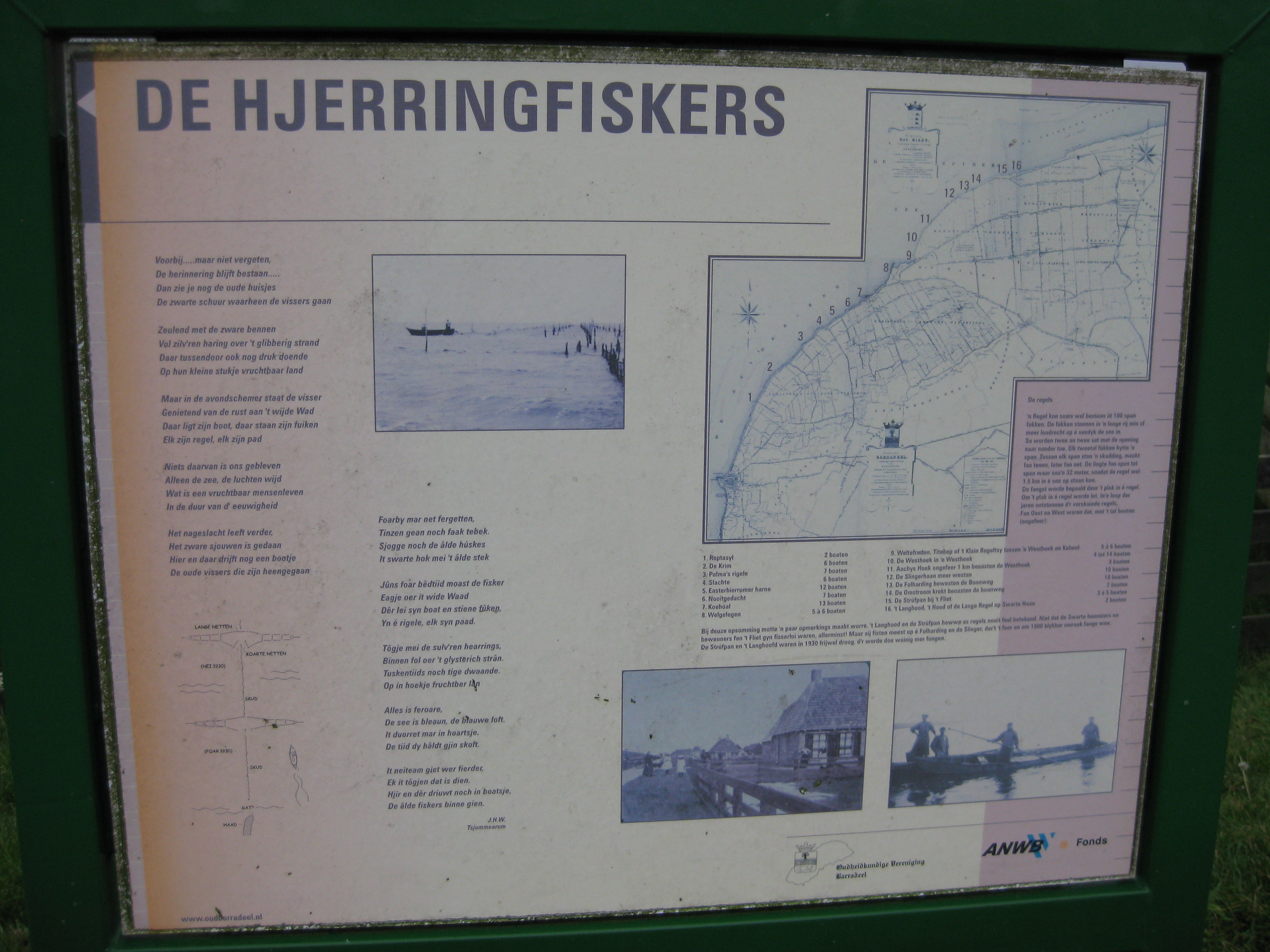
Informatiebord De Waadfisker
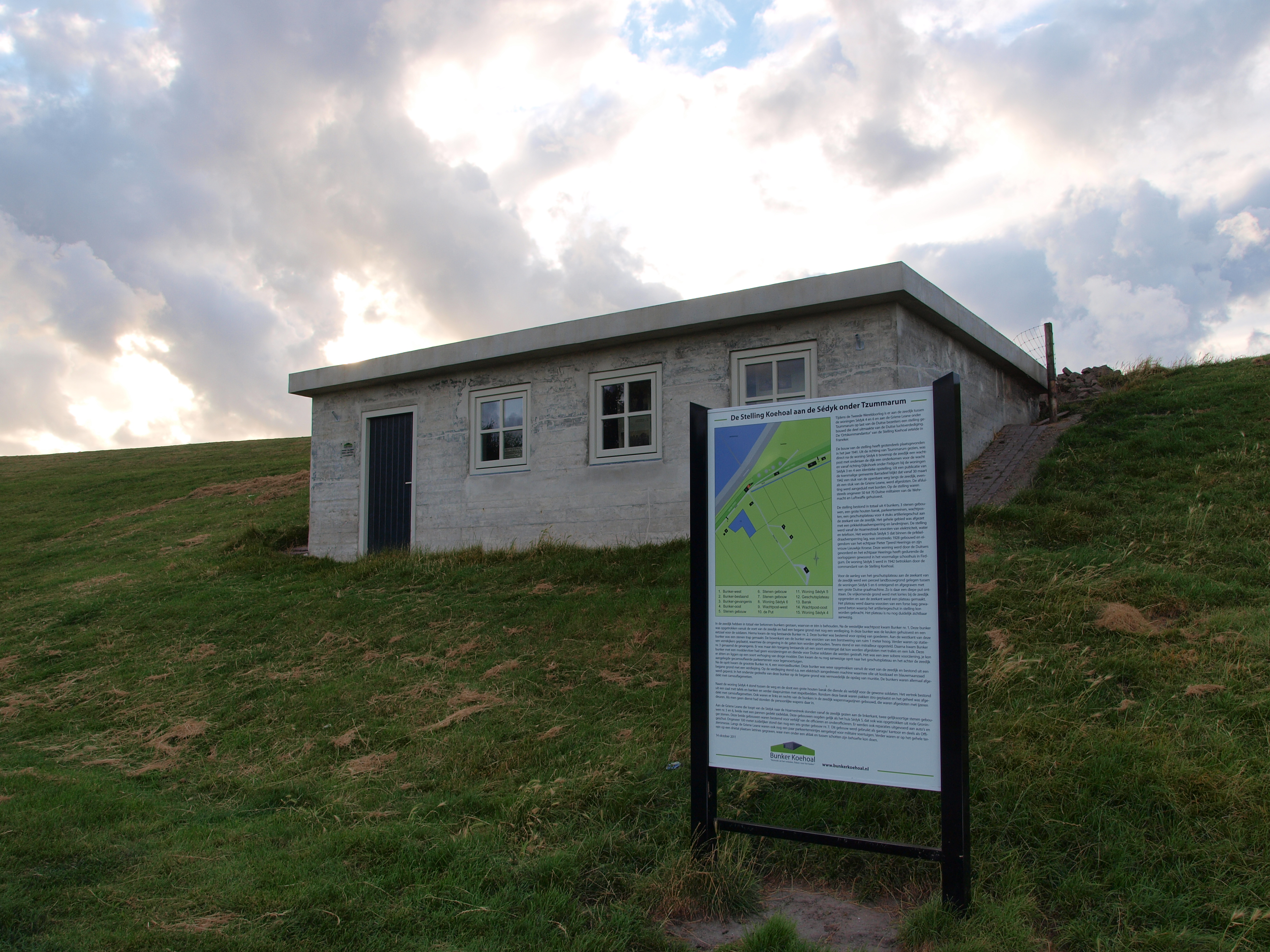
De gerestaureerde bunker
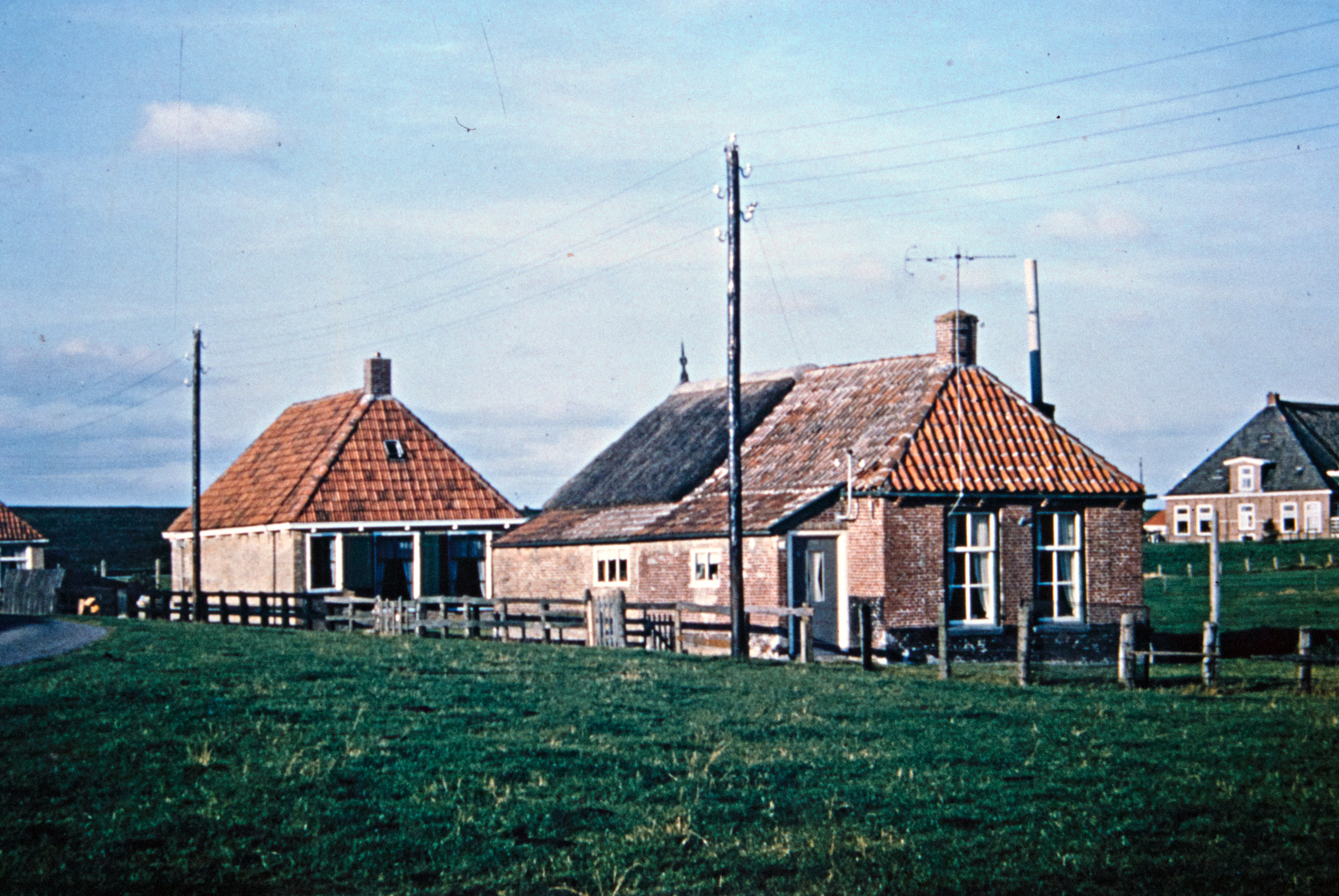
Voor de dijkverhoging omstreeks 1970, voorste huis is van Heeringa, daarachter het huis van Bonnema
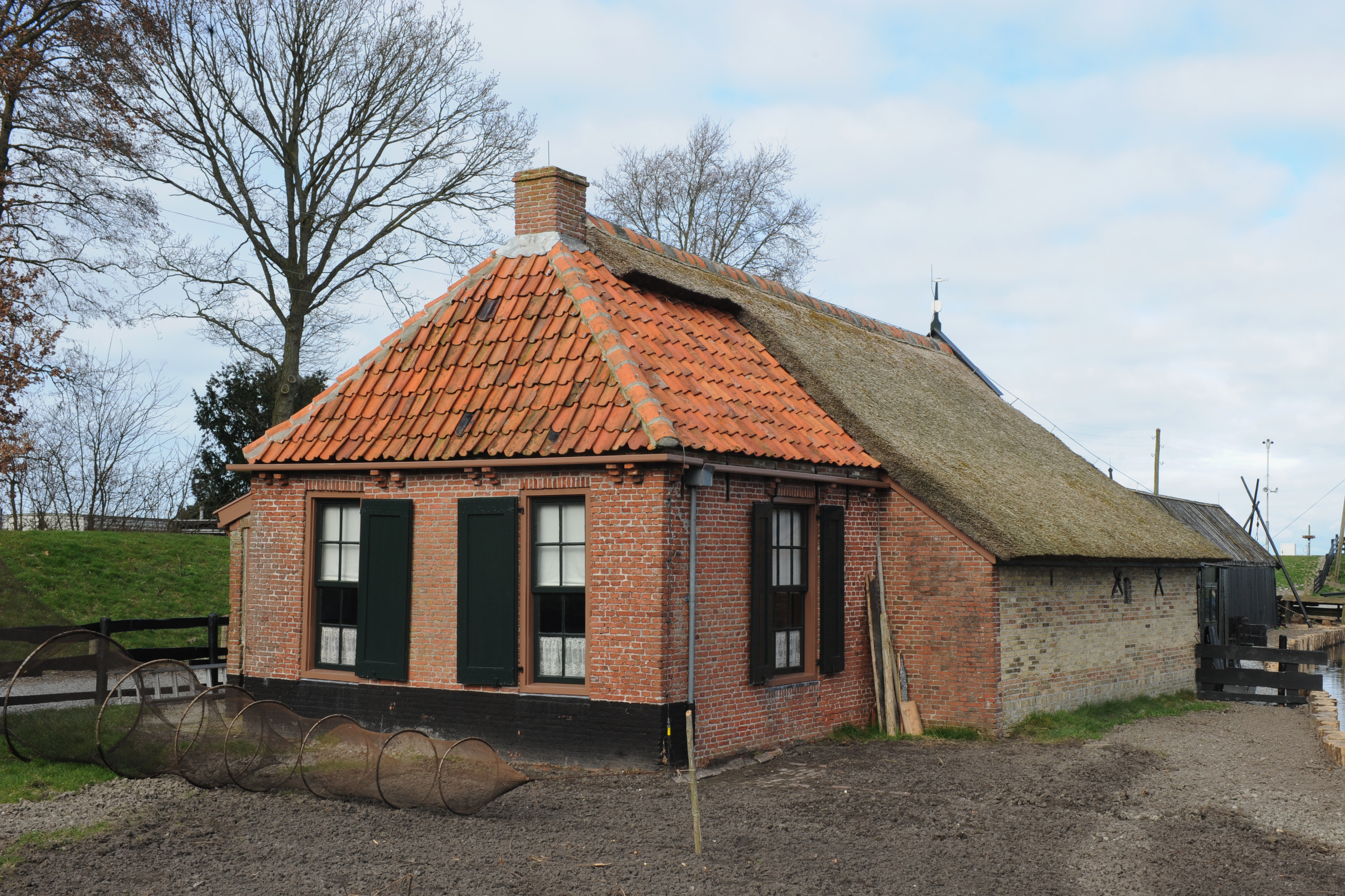
Vissershuis van Heeringa; weer opgebouwd in het Zuiderzeebuitenmuseum Enkhuizen